# Унитарный оператор
Унитарный оператор — ограниченный линейный оператор {\displaystyle U\colon H\to H} на гильбертовом пространстве {\displaystyle H}, который удовлетворяет соотношению:
{\displaystyle U^{*}U=UU^{*}=I},
где {\displaystyle U^{*}} — эрмитово сопряжённый к {\displaystyle U} оператор, и {\displaystyle I\colon H\to H} — единичный оператор. Это свойство эквивалентно следующим:
- {\displaystyle U} сохраняет скалярное произведение {\displaystyle \langle ,\rangle } гильбертового пространства, то есть для всех векторов {\displaystyle x} и {\displaystyle y} в гильбертовом пространстве {\displaystyle \langle Ux,Uy\rangle =\langle x,y\rangle } и
- {\displaystyle U} — сюръективный оператор.

Это также эквивалентно, казалось бы, более слабому условию:
- {\displaystyle U} сохраняет скалярное произведение и
- образ {\displaystyle U} — плотное множество.

({\displaystyle U} изометричен, а поэтому является ограниченным линейным оператором — это следует из того, что {\displaystyle U} сохраняет скалярное произведение; образ {\displaystyle U} — плотное множество, таким образом {\displaystyle U^{-1}} = {\displaystyle U^{*}}.)
Унитарный элемент — обобщение понятия унитарного оператора. В унитарной *-алгебре элемент {\displaystyle U} алгебры называется унитарным элементом, если:
{\displaystyle U^{*}U=UU^{*}=I},
где {\displaystyle I} — единичный элемент.
Свойства унитарных преобразований:
- оператор унитарного преобразования всегда обратим
- если оператор {\displaystyle {\hat {H}}} эрмитов, то оператор {\displaystyle {\hat {U}}=\exp(i{\hat {H}})} унитарен.

Спектр унитарного оператора {\displaystyle U} лежит на единичной окружности. Это можно увидеть из спектральной теоремы для нормального оператора. По этой теореме, {\displaystyle U} унитарно эквивалентно умножению на измеримую по Борелю функцию {\displaystyle f} на {\displaystyle L^{2}(\mu )}, для некоторого пространства с мерой {\displaystyle (X,\mu )}. Из {\displaystyle UU^{*}=I} следует {\displaystyle |f(x)|^{2}=1}.
Тождественный оператор — тривиальный пример унитарного оператора. Вращения в {\displaystyle \mathbb {R} ^{2}} — простейший нетривиальный пример унитарного оператора. Вращения не изменяют длины векторов и угол между двумя векторами. Этот пример также может быть обобщён на {\displaystyle \mathbb {R} ^{3}}. В векторном пространстве {\displaystyle \mathbb {C} } комплексных чисел умножение на число с модулем {\displaystyle 1}, то есть число вида {\displaystyle e^{i\theta }} для {\displaystyle \theta \in \mathbb {R} }, является унитарным оператором. {\displaystyle \theta } называется фазой. Можно заметить, что значение {\displaystyle \theta }, кратное {\displaystyle 2\pi }, не влияет на результат, поэтому множество независимых унитарных операторов в {\displaystyle \mathbb {C} } топологически эквивалентно окружности.

## В физике
В квантовой механике состояние квантовой системы описывается вектором в гильбертовом пространстве. Норма вектора состояния изолированной квантовой системы описывает вероятность найти систему хоть в каком-либо состоянии, а значит, она обязана равняться единице. Соответственно, эволюция квантовой системы во времени — это некоторый оператор, зависящий от времени, и, из-за требования сохранения нормы, он является унитарным. Неунитарные операторы эволюции (или, что то же самое, неэрмитовые гамильтонианы) для изолированной квантовой системы в квантовой механике запрещены.